# 浜松市三ヶ日文化ホール
浜松市三ヶ日文化ホール（はままつしみっかびぶんかホール）は浜松市浜名区三ヶ日町三ヶ日にある文化施設。三ヶ日協働センターや三ヶ日体育館と併設されており、三ヶ日地域の文化振興の中心である。

## 概要
市民の文化の振興をはかり、公演、コンサート、講演、集会などの催し物が行われる奥浜名湖の文化の拠点を目指して設立された。
- ホール - 802席（うち車椅子席2席）
- 展示室ホワイエ - ホール使用時は使用不可。
- 控室1号、2号

## 交通アクセス
- 天竜浜名湖鉄道 三ヶ日駅、徒歩約7分。
- 遠鉄バス40気賀三ヶ日線「三ヶ日協働センター」バス停下車、徒歩1分。
- 東名高速道路三ヶ日インターチェンジ、車で約5分
- 駐車場（約190台・無料）

## その他
- 開館時間: 9:00–21:30
- 休館日: 祝日、年末年始